# Televizní seriál
Televizní seriál je fikční audiovizuální dílo zpřístupňované divákům prostřednictvím televizního nebo internetového vysílání tvořené nejméně dvěma díly (epizodami). Je jedním z typů televizního pořadu.

## Formát
Televizní seriály jsou děleny na jednotlivé řady, které se zpravidla skládají ze stejného počtu dílů o totožné nebo téměř stejné délce (dramatické 45–60 minut, komediální 20–30 minut). Úvodní epizoda seriálu je často tzv. pilotním dílem. Jedna řada seriálu je obvykle odvysílána během jednoho roku, přičemž televizní sezóna pro volně dostupné televize začíná většinou na podzim a končí s příchodem léta následujícího roku. Kabelové televize mají vlastní rozvrh vysílání a internetové televize mohou zpřístupnit celý seriál naráz.
Americké seriály dosahují v současné době obvykle 22 epizod na jednu řadu (v minulosti byl počet vyšší, až 30 dílů), seriály nasazované v polovině sezóny (od ledna nebo i později) většinou ne více než 13 epizod. Česká televizní seriálová tvorba produkuje kolem 13 dílů v jedné řadě. Seriály s předem omezeným, nízkým počtem dílů (nejčastěji se čtyřmi až sedmi díly) a uzavřeným dějem se označují jako „minisérie“. Opakem minisérií jsou nekonečné, často každodenní seriály, které nemají určený počet epizod a které bývají vysílány i několik desítek let – tzv. mýdlové opery.
Pro některé pořady seriálového typu je užíván také pojem „televizní cyklus“. Díly televizního cyklu na sebe dějově nenavazují a mohou v nich vystupovat jiné postavy; jednotícím prvkem cyklu může být jen jeho téma. Epizody lze považovat za samostatně stojící televizní filmy. Mezi natáčením a vysíláním jednotlivých dílů může uplynout delší časový úsek, příp. nepravidelný; klasický seriál pak připomínají až při reprízách, když jsou uváděny s pravidelnou periodicitu. Ve velké míře se označení „seriál“ a „cyklus“ překrývají, většinou záleží jen na tvůrcích nebo vysílateli, jaký pojem zvolí. Některé televizní cykly nemají ani jednotící název nebo ho získají až při společném vydání na DVD.[zdroj?] Pojem „cyklus“ je užíván také pro dokumentární seriálové pořady (dokumentární cyklus).
Zatímco české seriály jsou (až na výjimky) kvůli nižšímu počtu dílů a většímu zaměření na minisérie psány jedním autorem a režírovány jedním režisérem, v USA se tvorba seriálů ustálila do podoby průběžné skupinové tvorby v čele se showrunnerem, hlavním scenáristou s producentskou kompetencí, který dohlíží na směrování pořadu po tvůrčí stránce.
Seriálem nejsou vícedílné televizní filmy. Jsou rozdělené do několika částí, zpravidla ne více než tří. Díly na sebe navazují, samostatně nedávají smysl. Příkladem může být Moskalykova Babička (1971).

## Historie
Televizní seriály se vyvinuly v USA ve druhé polovině 40. let 20. století z rozhlasových seriálů, které úspěšně lákaly posluchače na nové příběhy oblíbených postav, což prospívalo reklamě vysílané v rozhlase. Obdobný postup byl tedy přenesen i do televize, jakožto nového, rozvíjejícího se média. Již v roce 1951 měl premiéru první díl sitcomu I Love Lucy, který je dodnes označován jako jeden z nejlepší seriálů historie. V Československu se prvním televizním seriálem, tehdy ještě živě vysílaným, stala v roce 1959 Rodina Bláhova.
V 90. letech 20. století se i díky kabelovým televizím začíná v americké televizi objevovat koncept a styl „quality television“, tedy narativně i produkčně složitějších a komplexnějších seriálů s definovatelným autorským rukopisem a často obsahujících kontroverznější témata nebo filmový styl. Mezi první průkopníky patří Lynchovo Městečko Twin Peaks, Straczynského Babylon 5, Carterova Akta X a Whedonova Buffy, přemožitelka upírů. Rozmach quality television potom přišel po roce 2000 společně s Abramsovým seriálem Ztraceni.

## Typy seriálů
V naratologické rovině je možné televizní seriály rozdělit do pěti typů:
1. Oddělená serialita: Každý díl seriálu je zcela samostatným vyprávěním s vlastními postavami, které nesouvisí s ostatními díly. Propojenost je dána např. uvaděčem či vypravěčem (např. Alfred Hitchcock uvádí, Slavné historky zbojnické), příběhy s podobným motivem či prostě vlastnostmi zastřešujícího makrosvěta (např. Krajní meze, Dobrodružství kriminalistiky).
2. Nenávazná serialita: Jednotlivé díly seriálu mají společnou postavu, která jimi prochází. Příběhy jsou však samostatné, příčinně nepropojené a navzájem se nijak neovlivňují (např. Columbo).
3. Polonávazná serialita: Díly seriálu jsou příběhově většinou samostatné, některé dějové linie však pokračují v budoucích epizodách nebo rozvíjejí epizody předchozí. V polonávazné serialitě se zpravidla vyskytuje stálá skupina postav (např. Kriminálka Las Vegas, Dr. House).
4. Návazná serialita: Seriálový makrosvět je lineárně propojený na více vyprávěcích úrovních, přičemž jednotlivé díly na sebe navazují (např. 24 hodin, Dallas, Esmeralda).
5. Rozrušující serialita: Seriál je tvořen nelineární dějovou sítí, která může i přepisovat či doplňovat události z předchozích dílů (např. Arabela, Za rozbřesku, Ztraceni).

## Žánry
Podle způsobu tvorby lze fikční televizní seriály rozdělit na hrané a animované. Samotné žánry mohou být různorodé, neboť základní dělení na dramatické a komediální seriály je možné dále prohloubit či kombinovat. Mezi dramatické patří akční, dobrodružné, fantastické (fantasy, hororové, mysteriózní, nadpřirozené, sci-fi), komediálně-dramatické, lékařské, policejní (procedurální), politické, právnické, teenagerovské a také telenovely a seriály s neukončeným počtem dílů, tzv. mýdlové opery. V oblasti komediálních seriálů převládají sitcomy.